# Hugin và Munin
Trong thần thoại Bắc Âu, Hugin và Munin là hai con quạ của thần Odin, hàng ngày chu du khắp thế gian, thu thập những tin tức mới nhất để báo cáo với Odin. Hugin là suy nghĩ, Munin là ký ức. Chúng bay đi vào lúc bình minh nghe ngóng tin tức và quay về khi hoàng hôn. Chúng đậu trên vai thần Odin và thì thầm mọi chuyện vào tai ngài.